# لمفوما الانصباب البدئي

فحص نسجي للمفوما الانصباب البدئي

لمفوما الانصباب البدئي (بي إي إل) هي شكل من أشكال لمفوما الخلية البائية الكبيرة المنتشرة. تعتبر خباثة نادرة لخلايا الأرومة البلازمية تصيب الأشخاص المصابين بعدوى فيروس الهربس البشري 8 المرتبط بساركوما كابوزي (إتش إتش في 8). خلايا الأرومة البلازمية هي خلايا بلازمية غير ناضجة، أي إنها خلايا لمفاوية من النوع ب خضعت للتمايز متحولة إلى خلايا أرومة بلازمية، لكنها لم تتمايز إلى خلايا بلازمية ناضجة بسبب طبيعتها الخبيثة، وإنما تتكاثر بشكل مفرط، ما يؤدي إلى حدوث هذا المرض المهدد للحياة.
في لمفوما الانصباب البدئي، عادة ما تتجمع الخلايا المتكاثرة الشبيهة بالأرومة البلازمية ضمن أجواف الجسم المصلية مسببة انصبابات (أي تجمعات شاذة للسوائل)، خصوصًا في أجواف الجنب أو التامور أو البريتوان، دون تشكيل كتلة ورمية متماسكة. في عدد قليل من هذه الأشكال الانصبابية من الورم، تحدث الانصبابات الورمية في المفاصل والمسافة فوق الجافية (المنطقة المحيطة بالدماغ والنخاع الشوكي) وتحت المحفظة (أي ألياف الكولاجين المتراصة) التي تتشكل حول زرع الثدي.
بشكل أقل، يصاب المريض بلمفاومات الانصباب البدئي خارج الأجواف، أي الكتل الورمية الصلبة غير المترافقة بانصباب. يمكن أن تتطور الأورام خارج الأجواف في العقد اللمفية والعظام ونقي العظم والسبيل الهضمي والجلد والطحال والكبد والرئتين والجهاز العصبي المركزي والخصيتين والجيوب المجاورة للأنف والعضلات، إضافة إلى أوعية العقد اللمفية وجيوبها في حالات نادرة. لكن ومع تطور المرض، يمكن أن يصاب مرضى الشكل الانصبابي النموذجي بأورام خارج الأجواف المصلية، كما يمكن أن يصاب مرضى لمفوما الانصباب البدئي خارج الأجواف بانصبابات مصلية ضمن الأجواف.
عادة ما تحدث لمفوما الانصباب البدئي لدى الأفراد المثبطين مناعيًا، أي الأشخاص ذوي الأجهزة المناعية الضعيفة وغير القادرة على محاربة العوامل الممرضة المعدية والأورام السرطانية. يُعزى هذا الضعف المناعي إلى العدوى بفيروس الهربس البشري 8 المرتبط بساركوما كابوسي، والذي يتفاقم أيضًا بوجود إصابة مرافقة بفيروس العوز المناعي البشري (إتش آي في) أو زرع الأعضاء أو تراجع المناعة المرتبط بالتقدم في السن أو تشمع الكبد التالي للإصابة بفيروسي التهاب الكبد بي أو سي. كثيرًا ما تكون الخلايا الشبيهة بالخلايا البلازمية في هذا النوع من اللمفوما مصابة أيضًا بفيروس إبشتاين بار (إي بي في). يعرف عن فيروس إبشتاين بار تسببه بعدد من الأمراض اللمفاوية التكاثرية، ومنها عدد من أنماط اللمفوما. لكن دور الفيروس في حدوث لمفوما الانصباب البدئي غير معروف بشكل دقيق، على الرغم من أن بعض الدراسات تقترح تعزيز العدوى بفيروس إبشتاين بار لعمل فيروس الهربس البشري 8 في إحداث هذا المرض وتطوره.
من الناحية الرسمية، عرفت منظمة الصحة العالمية لمفوما الانصباب البدئي عام 2016 كأحد أنواع لمفوما الخلايا البائية إيجابية فيروس الهربس البشري 8 والناتجة عنه. تنتمي هذه اللمفوما أيضًا إلى مجموعة التنشؤات اللمفاوية ذات التمايز الأرومي البلازمي، والتي تشمل أرومات بلازمية لكنها تختلف عن لمفوما الانصباب البدئي في أنماط الأنسجة التي تتجمع ضمنها إضافة إلى الشذوذات الجينية التي تحملها الخلايا الورمية و\أو الحالات المرضية المؤهبة لحدوثها. تحدث أكثر من 50% و30% و60% من حالات لمفوما الانصباب البدئي على الترتيب في الأشخاص المصابين مسبقًا بساركوما كابوزي إيجابيي فيروس الهربس البشري 8 وداء كاسلمان متعدد المراكز إيجابي فيروس الهربس البشري 8 و\أو (خصوصًا لدى الأشخاص إيجابيي فيروس العوز المناعي البشري) دليل على حمل خلايا أرومية بلازمية إيجابية فيروس إبشتاين بار.
تعتبر لمفوما الانصباب البدئي ورمًا شديد العدوانية مقاومًا بشدة للعديد من الخطط العلاجية الكيميائية. يحمل هذا الورم معدلًا وسطيًا للبقيا يقدر بنحو خمسة أشهر، وتصل نسب البقيا لمدة سنة وثلاث سنوات وخمس سنوات على الترتيب إلى 30% و18% و17% على الترتيب. لكن وفي العديد من الحالات، يعكس هذا المعدل المنخفض للبقيا –جزئيًا على الأقل- خطورة الحالات المرضية المؤهبة لهذا السرطان، وخصوصًا متلازمة العوز المناعي المكتسب (إيدز). يمكن أن تحسن استراتيجيات العلاج الحديثة، ومنها تلك الموجهة نحو الأمراض المؤهبة، معدلات البقيا لدى المصابين بلمفوما الانصباب البدئي.

## التاريخ
وصفت لمفوما الانصباب البدئي للمرة الأولى عام 1989 كلمفوما لاهودجكن خبيثة للخلايا البائية تطورت لدى ثلاثة أشخاص مصابين بمتلازمة العوز المناعي المكتسب الناتجة عن فيروس إتش آي في. في عام 1995، وجدت مجموعة من الباحثين تسلسلات حمض نووي حددت تسلسلات فيروس الهربس البشري 8 ضمن الخلايا الورمية لثمانية مرضى لمفوما يحملون فيروس العوز المناعي البشري؛ كان لدى هؤلاء المرضى جميعًا انصبابات تحوي خلايا ورمية في الأحياز الجنبية أو البريتوانية أو التامورية، وامتلكوا خلايا ورمية في الانصبابات تبدي حمضًا نوويًا فيروسيًا لفيروس إبشتاين بار. دعا نادير وزملاؤه هذه المتلازمة من الموجودات باسم لمفوما الانصباب البدئي عام 1996. خلال الأعوام التالية للتقارير الأولية، لوحظ عدد من حالات لمفوما الانصباب البدئي سلبية فيروس الهربس البشري 8، أي إنها حدثت لدى أشخاص لا دليل على إصابتهم بالفيروس، أو ظهرت بشكل أورام صلبة غير مرتبطة بالانصبابات، وذلك في حالة الشكل خارج الأجواف.

## المظاهر السريرية
عند تشخيص لمفوما الانصباب البدئي، يكون المرض قد وصل إلى مرحلة متأخرة (المرحلة 3 أو 4) في أكثر من ثلث الحالات. يكون معظم المرضى ذكورًا بعمر وسطي يقدر بـ 42 سنة إذا كانوا مصابين بفيروس العوز المناعي البشري و73 سنة إذا لم يكونوا مصابين به. يشمل التاريخ المرضي لنحو ثلث إلى نصف هؤلاء المرضى إصابة سابقة بساركوما كابوزي، وبشكل أقل شيوعًا داء كاسلمان متعدد المراكز، وفي بعض الحالات النادرة عوزًا مناعيًا ناتجًا عن زرع الأعضاء أو التهاب الكبد المختلط بالتشمع الناتج عن إصابة فيروسية بالتهاب الكبد بي أو سي أو ضعف المناعة بسبب التقدم في السن. تحدث لمفوما الانصباب البدئي لدى الأشخاص المسنين عادة لدى الأشخاص سلبيي فيروس إبشتاين بار المقيمين في منطقة حوض البحر المتوسط.
يشكو المرضى المصابون بالشكل الشامل للأجواف المصلية من أعراض ناتجة عن انصباب الجنب (مثل الزلة التنفسية) أو انصباب التامور (الألم أو الانزعاج في الصدر أو هبوط الضغط أو الزلة التنفسية) أو انصباب البريتوان (امتلاء البطن بالسوائل) أو –في حالات نادرة- الانصباب المفصلي (مثل انتفاخ المفصل) أو انصباب الحيز فوق الجافية (أعراض مرتبطة بالجهاز العصبي المركزي) أو الانصباب حول زرع الثدي (انتفاخ الثدي أو تورم مكان الزرع).